# Torvøya
Torvøya est une île norvégienne des îles Lofoten, située dans la commune de Flakstad du comté de Nordland.